# Karin Fossum
Karin Fossum (ur. 6 listopada 1954 w Sandefjordzie) – norweska pisarka, tworząca głównie powieści kryminalne; znana także jako „norweska królowa zbrodni”.

## Twórczość
Fossum zadebiutowała w 1974 roku tomem wierszy. Jest laureatką nagrody literackiej im. Tarjei Vesaasa, przyznawaną dla debiutantów. Dużą popularność przyniósł jej cykl powieści kryminalnych, których bohaterem jest inspektor Konrad Sejer. Były one tłumaczone na szereg języków europejskich. Za powieść Se deg ikke tilbake Karin Fossum otrzymała w 1996 roku Nagrodę Rivertona, przyznawaną za najlepszą powieść kryminalną autora norweskiego, a w 1997 roku nagrodę Szklany Klucz, przyznawaną w krajach skandynawskich za najlepszą w danym roku powieść kryminalną.
Powieści Karin Fossum wyróżniają się literackim opracowaniem, co jest dość nietypowe w przypadku powieści kryminalnych czy thrillerów. Zwraca również uwagę subtelny zarys psychologiczny postaci bohaterów, wiążący się zapewne z doświadczeniami Fossum jako pielęgniarki w szpitalu psychiatrycznym. Dość często rezygnuje z tradycyjnej struktury powieści kryminalnej po to, by przesunąć zainteresowanie czytelnika na indywidualny rozwój bohaterów, ich sposób myślenia i działania.

## Życie prywatne
Mieszka w Tyrifjorden, niedaleko Oslo.

## Cykl z Conradem Sejerem
Cykl, w którym występuje inspektor Conrad Sejer składa się z następujących części:
- 1995 – Evas øye (wyd. pol. pt. Oko Ewy, przekł. z jęz. norw. M. Gołębiewska-Bijak, Katowice 2000, wyd. II. 2002)
- 1996 – Se deg ikke tilbake! (wyd. pol. pt. Nie oglądaj się, przekł. z jęz. ang. E. Bolińska, Kraków 2008)
- 1997 – Den som frykter ulven (wyd. pol. pt. Kto się boi dzikiej bestii, przekł. z jęz. ang. R. Śmietana, Kraków 2008)
- 1998 – Djevelen holder lyset (wyd. pol. pt. Za podszeptem diabła, przekł. A. Topczewska, Kraków 2009)
- 2000 – Elskede Poona (wyd. pol. pt. Utracona, przekł. z jęz. ang. A. Nakoniecznik, Kraków 2009)
- 2002 – Svarte sekunder (wyd. pol. pt. Czarne sekundy, przekł. z jęz. ang. Marcin Kiszela, Słupsk 2012)
- 2004 – Drapet på Harriet Krohn (wyd. pol. pt. Zabójstwo Harriet Krohn, przekł. z jęz, ang. Elżbieta Hygen, Słupsk 2016)
- 2007 – Den som elsker noe annet
- 2008 – Den onde viljen
- 2009 – Varsleren
- 2014 – Helvetesilden
- 2016 – Hviskeren